# Ektoplasma (Parapsychologie)
Der Begriff Ektoplasma (von altgriechisch εκτος ektos ‚außen‘ und πλάσμα plásma ‚das Gebildete, Geformte‘) wurde von Charles Richet in die Parapsychologie übernommen und soll einen Stoff bezeichnen, der angeblich bei einem Medium aus den Körperöffnungen tritt. Ektoplasma soll grau-weiß oder rosa, schaumig oder leichte Fäden ziehend sein. Laut Berichten von Richet und anderen Wissenschaftlern der damaligen Zeit könne es bei vollständigeren Materialisationen aber auch fester werden. Ektoplasma (später auch Teleplasma genannt) sei sehr lichtempfindlich und somit unter normalen Bedingungen kaum sichtbar, nur in dunklen oder mit Rotlicht beleuchteten Räumen. Skeptiker betrachten Ektoplasma eher als „lichtscheu“ – sie meinen, es handle sich um Gaze, die nur im Dunklen als Ektoplasma verwendet werden könne, weil sie bei Licht als Gaze erkennbar sei.
Allgemein bekannt wurde der Begriff durch die Verwendung in der Filmkomödie Ghostbusters – Die Geisterjäger.

## Verwendung in Kunst und Kultur
Der Begriff wird in Comics, Filmen und Serien verarbeitet:
- Im Film Das Haus der Dämonen – Das Medium Jonah produziert bei erzwungenen, Geister beschwörenden Zeremonien unfreiwillig Ektoplasma.
- In der Serie Akte X – Die unheimlichen Fälle des FBI, der Folge Daemonicus, erbricht ein mit Dämonen in Kontakt stehender Häftling eine große Menge an rosa-orangem Ektoplasma.
- Im Film Ghostbusters – Die Geisterjäger bestehen die Geister aus Ektoplasma.
- Im Film Scoop sagt der Charakter Sid in einer Szene, er lasse sich nichts vorschreiben von „einem Haufen Ektoplasma“ und bezieht sich dabei auf eine Geistererscheinung.
- In der Serie Mein Babysitter ist ein Vampir.
- In der Mystery-Serie Supernatural wird Ektoplasma als schwarze Masse dargestellt, die von äußerst wütenden Geistern ausgeschieden wird.
- In der Comic-Serie Les Aventures de Tintin, der französischsprachigen Originalausgabe von Tim und Struppi, ist „espèce d’ectoplasme“ eines der zahlreichen Scheinschimpfworte des Capitaine Haddock.
- In der Comic-Verfilmung Hellboy 2 besteht Johann Krauss, einer der Hauptcharaktere, aus Ektoplasma. Dank Spezialanzug verfügt er über eine menschenähnliche Erscheinung.
- Bei der Zeichentrickserie Danny Phantom bezeichnet das Ektoplasma den Schleim, der erzeugt wird, wenn Geister in die Menschenwelt eintauchen.
- In dem Roman Die Mächte des Feuers von Markus Heitz wird der Stoff bei der Weissagung eines Mediums verwendet.
- In der Macabros-Serie Blutregen von Dan Shocker wird Ektoplasma als Überrest eines Mediums beim Übergang in eine Parallel-Welt bezeichnet.
- In einer Folge der britischen Komik-Fernsehserie At Last the 1948 Show wird ein Herr namens „B. J. Ectoplasm“ erwähnt.
- In der Folge Keine Verbindung der Zeichentrickserie South Park wird der Begriff Ektoplasma genannt, um eine Ejakulation zu vertuschen.
- In der Cartoonserie Teenage Mutant Ninja Turtles setzen Karai und der Foot Clan spezielle Mystiktech-Waffen gegen den Tengu Shredder ein, die gleichfalls mit Ektoplasma betrieben werden.
- In der Engelsfors-Trilogie tritt er bei Ritualen in Erscheinung und „fließt“ Medium Ida Holmström während der Rituale aus dem Mund.
- In der Buchreihe Lockwood & Co. von Jonathan Stroud gilt Ektoplasma als das Erkennungsmerkmal für das Dasein eines Geistes.
- Im Film Housebound von Gerard Johnstone wird beiläufig behauptet, dass unfreundliche Gespenster aus Ektoplasma bestehen, außerdem sei es „unmöglich Ektoplasma zu schlagen“.[1]
- In der Serie Maniac (Folge 5) hustet ein Charakter Ektoplasma aus und kommentiert dies mit den Worten "Keine Sorge. Das war nur Ektoplasma".

Auch in Computerspielen kommt er zum Einsatz:
- Eine Heldengruppe im Computerspiel Amberstar trifft im Laufe des Handlungsstranges auf schleimartige Gegner, die stärkste Art dieses Gegnertyps ist das Ektoplasma.
- Im Computerspiel Guild Wars stellt es in Form einer Ektoplasmakugel ein seltenes Handwerksmaterial dar.
- In den Teilen der Spielereihe The Elder Scrolls wird es als Item von „getöteten“ Geistern fallen gelassen.
- Im Add-on der Wirtschaftssimulation Die Gilde als Zwischenprodukt der Betriebe des „Friedhofwächters“.
- Im Harry-Potter-Spiel Die Kammer des Schreckens stellt es ein nur mit Magie bekämpfbares Hindernis dar.
- Im Computerspiel Terraria wird es von „Kerker-Seelen“ fallen gelassen und zur Herstellung von „spektralen Geisterwaffen und -werkzeugen“ benutzt.
- Bei The Witcher (Computerspiel) ist Ektoplasma eine Zutat für magische Tränke; es kann aus den Körpern besiegter Geistwesen gewonnen werden.

Sonstiges:
- Refried Ectoplasm, eine Langspielplatte der englisch-französischen Band Stereolab, erschienen 1995.